# Will Grigg
William Donald Grigg, detto Will Grigg (Solihull, 3 luglio 1991), è un calciatore inglese naturalizzato nordirlandese, attaccante del Chesterfield.

## Carriera

### Club
È tifoso dell'Aston Villa, ma è cresciuto nel vivaio del Birmingham City. La sua carriera inizia con un infortunio grave all'età di 15 anni. La rottura della gamba lo costringe a rimanere fermo un anno; quando torna, i Blues decidono di rescindere il contratto. Si iscrive dunque al Solihull College, dove lo notano i dilettanti dello Stratford Town.
La sua carriera ricomincia: il Birmingham lo rivorrebbe indietro, ma lui sceglie il Walsall, con cui esordisce da professionista all'età di 17 anni. La crescita è lenta, ma costante. A 21 anni arriva la prima stagione conclusa in doppia cifra (20 reti segnate con il Walsall). Grigg decide di non rinnovare il contratto e tenta il salto, firmando per il Brentford. Nonostante la promozione in Championship, però, l'attaccante fallisce: sono solo 4 i gol in 34 partite. Nell'estate del 2014 a rilanciarlo è Karl Robinson, allenatore del Milton Keynes Dons. Nell'agosto 2014 l'MK Dons apre la stagione battendo clamorosamente il Manchester United per 4-0 in League Cup, con Grigg autore di due gol. I Dons, nella stagione 2014-2015, sono un'ottima squadra e il merito sarà anche di Grigg. A fine stagione il club ottiene la promozione dalla League One in Championship grazie alle reti di due bomber.
Alla fine della stagione, la carriera di Grigg prende una piega diversa. Il MK Dons non lo conferma (era in prestito dal Brentford), così il giocatore si accasa al Wigan, che lo preleva in estate per un milione di sterline. Chiude la stagione 2015-2016 da capocannoniere della League One con 25 gol, contribuendo a far tornare il Wigan in Championship (seconda serie). Si tratta della sua terza promozione consecutiva. Inoltre, viene inserito tra i 37 candidati al premio migliori giocatore d'Europa, piazzandosi al 25º posto assieme a giocatori del calibro di Paul Pogba, Giorgio Chiellini, Hugo Lloris e Diego Godin.
Dopo tre stagioni e mezza con il Wigan, nel gennaio 2019 passa al Sunderland, risultando l'acquisto più caro della storia della League One per circa 3 milioni di sterline.

### Nazionale
Fa il suo esordio in nazionale maggiore il 2 giugno 2012 contro i Paesi Bassi, partita finita 6-0 per gli olandesi. Realizza il primo gol nell'amichevole del 27 maggio 2016 contro la Bielorussia. Nonostante Michael O'Neill, il ct dell'Irlanda del Nord, non lo avesse mai preso in considerazione durante le qualificazioni a Euro 2016, viene convocato per il campionato d'Europa del 2016 in Francia.

## Cultura di massa
Con il Wigan ormai vicinissimo alla promozione, un tifoso dei Latics, Sean Kennedy, ha messo in rete un video in cui provava un paio di cori per il suo numero 9, sulle note della canzone dance degli anni novanta Freed from Desire, cantata dall'italiana Gala. Una volta raggiunta la vetta in Championship, il pezzo è circolato velocemente tra i tifosi, che l'hanno adottato come coro. Questa versione del pezzo è divenuto una hit nel Regno Unito e l'impatto sociale è stato tale che l'account Twitter di Grigg ha raggiunto i 20.000 seguaci in pochissimo tempo.
Il 25 giugno 2016, la parodia "Will Grigg's On Fire" realizzata dal DJ e produttore DJ B3LFAST con un nuovo testo e un arrangiamento dance ha raggiunto la posizione numero 17 nella classifica dei brani più scaricati da iTunes in Germania.
Il brano ha come ritornello:
Will Grigg's on fire… la-la-la-la-la-la-la-la-la-la-la-la…»
Il coro è stato adottato anche dai tifosi dell'Irlanda del Nord e da tifoserie avversarie, che durante Euro 2016 si sono fatti notare con questa canzone, molto popolare nei video su Facebook e YouTube.

## Statistiche

### Presenze e reti nei club
Statistiche aggiornate al 4 dicembre 2025.
| Stagione            | Squadra             | Campionato          | Campionato | Campionato | Coppe nazionali | Coppe nazionali | Coppe nazionali | Coppe continentali | Coppe continentali | Coppe continentali | Altre coppe | Altre coppe | Altre coppe | Totale | Totale |
| Stagione            | Squadra             | Comp                | Pres       | Reti       | Comp            | Pres            | Reti            | Comp               | Pres               | Reti               | Comp        | Pres        | Reti        | Pres   | Reti   |
| ------------------- | ------------------- | ------------------- | ---------- | ---------- | --------------- | --------------- | --------------- | ------------------ | ------------------ | ------------------ | ----------- | ----------- | ----------- | ------ | ------ |
| 2008-2009           | Walsall             | FL1                 | 1          | 0          | FACup+CdL       | 0               | 0               | -                  | -                  | -                  | FLT         | 0           | 0           | 1      | 0      |
| 2009-2010           | Walsall             | FL1                 | 0          | 0          | FACup+CdL       | 0               | 0               | -                  | -                  | -                  | FLT         | 0           | 0           | 0      | 0      |
| 2010-2011           | Walsall             | FL1                 | 28         | 4          | FACup+CdL       | 1+1             | 0               | -                  | -                  | -                  | FLT         | 0           | 0           | 30     | 4      |
| 2011-2012           | Walsall             | FL1                 | 29         | 4          | FACup+CdL       | 3+0             | 0               | -                  | -                  | -                  | FLT         | 1           | 0           | 33     | 4      |
| 2012-2013           | Walsall             | FL1                 | 41         | 19         | FACup+CdL       | 1+2             | 0               | -                  | -                  | -                  | FLT         | 1           | 1           | 45     | 20     |
| Totale Walsall      | Totale Walsall      | Totale Walsall      | 99         | 27         |                 | 8               | 0               |                    | 0                  | 0                  |             | 2           | 1           | 109    | 28     |
| 2013-2014           | Brentford           | FL1                 | 34         | 4          | FACup+CdL       | 2+0             | 0               | -                  | -                  | -                  | FLT         | 0           | 0           | 36     | 4      |
| 2014-2015           | MK Dons             | FL1                 | 44         | 20         | FACup+CdL       | 3+3             | 0+2             | -                  | -                  | -                  | FLT         | 0           | 0           | 50     | 22     |
| 2015-2016           | Wigan               | FL1                 | 40         | 25         | FACup+CdL       | 1+1             | 0+1             | -                  | -                  | -                  | FLT         | 1           | 2           | 43     | 28     |
| 2016-2017           | Wigan               | FLC                 | 33         | 5          | FACup+CdL       | 2+1             | 1+1             | -                  | -                  | -                  | -           | -           | -           | 36     | 7      |
| 2017-2018           | Wigan               | FL1                 | 39         | 18         | FACup+CdL       | 8+2             | 7+0             | -                  | -                  | -                  | FLT         | 0           | 0           | 49     | 25     |
| 2018-gen. 2019      | Wigan               | FLC                 | 17         | 4          | FACup+CdL       | 1+0             | 0               | -                  | -                  | -                  | -           | -           | -           | 12     | 4      |
| Totale Wigan        | Totale Wigan        | Totale Wigan        | 133        | 53         |                 | 16              | 10              |                    | 0                  | 0                  |             | 1           | 2           | 146    | 64     |
| gen.-giu. 2019      | Sunderland          | FL1                 | 18+2       | 4+0        | FACup+CdL       | -               | -               | -                  | -                  | -                  | FLT         | 2           | 1           | 22     | 5      |
| 2019-2020           | Sunderland          | FL1                 | 20         | 1          | FACup+CdL       | 2+3             | 0+1             | -                  | -                  | -                  | FLT         | 2           | 1           | 27     | 3      |
| 2020-gen. 2021      | Sunderland          | FL1                 | 9          | 0          | FACup+CdL       | 1+1             | 0               | -                  | -                  | -                  | FLT         | 0           | 0           | 11     | 0      |
| gen.-giu. 2021      | MK Dons             | FL1                 | 20         | 8          | FACup+CdL       | 0               | 0               | -                  | -                  | -                  | FLT         | 0           | 0           | 20     | 8      |
| ago. 2021           | Sunderland          | FL1                 | 0          | 0          | FACup+CdL       | 0+1             | 0               | -                  | -                  | -                  | FLT         | 0           | 0           | 1      | 0      |
| Totale Sunderland   | Totale Sunderland   | Totale Sunderland   | 49         | 5          |                 | 8               | 1               |                    | 0                  | 0                  |             | 4           | 2           | 61     | 8      |
| 2021-2022           | Rotherham Utd       | FL1                 | 19         | 2          | FACup+CdL       | 3+0             | 1+0             | -                  | -                  | -                  | EFL         | 6           | 3           | 28     | 6      |
| 2022-2023           | MK Dons             | FL1                 | 42         | 5          | FACup+CdL       | 2+2             | 1+0             | -                  | -                  | -                  | EFL         | 2           | 1           | 48     | 7      |
| Totale MK Dons      | Totale MK Dons      | Totale MK Dons      | 106        | 33         |                 | 10              | 3               |                    | 0                  | 0                  |             | 2           | 1           | 118    | 37     |
| 2023-2024           | Chesterfield        | NL                  | 38         | 25         | FACup           | 4               | 1               | -                  | -                  | -                  | -           | -           | -           | 42     | 26     |
| 2024-2025           | Chesterfield        | FL2                 | 20         | 8          | FACup           | 2               | 2               | -                  | -                  | -                  | EFL         | 3           | 0           | 25     | 10     |
| Totale Chesterfield | Totale Chesterfield | Totale Chesterfield | 58         | 33         |                 | 6               | 2               |                    | -                  | -                  |             | 3           | 0           | 67     | 36     |
| Totale carriera     | Totale carriera     | Totale carriera     | 498        | 157        |                 | 53              | 18              |                    | 0                  | 0                  |             | 18          | 9           | 559    | 184    |

### Cronologia di presenze e reti in nazionale
| Cronologia completa delle presenze e delle reti in nazionale ― Irlanda del Nord | Cronologia completa delle presenze e delle reti in nazionale ― Irlanda del Nord | Cronologia completa delle presenze e delle reti in nazionale ― Irlanda del Nord | Cronologia completa delle presenze e delle reti in nazionale ― Irlanda del Nord | Cronologia completa delle presenze e delle reti in nazionale ― Irlanda del Nord | Cronologia completa delle presenze e delle reti in nazionale ― Irlanda del Nord | Cronologia completa delle presenze e delle reti in nazionale ― Irlanda del Nord | Cronologia completa delle presenze e delle reti in nazionale ― Irlanda del Nord |
| Data                                                                            | Città                                                                           | In casa                                                                         | Risultato                                                                       | Ospiti                                                                          | Competizione                                                                    | Reti                                                                            | Note                                                                            |
| ------------------------------------------------------------------------------- | ------------------------------------------------------------------------------- | ------------------------------------------------------------------------------- | ------------------------------------------------------------------------------- | ------------------------------------------------------------------------------- | ------------------------------------------------------------------------------- | ------------------------------------------------------------------------------- | ------------------------------------------------------------------------------- |
| 2-6-2012                                                                        | Amsterdam                                                                       | Paesi Bassi                                                                     | 6 – 0                                                                           | Irlanda del Nord                                                                | Amichevole                                                                      | -                                                                               |                                                                                 |
| 6-2-2013                                                                        | Attard                                                                          | Malta                                                                           | 0 – 0                                                                           | Irlanda del Nord                                                                | Amichevole                                                                      | -                                                                               | 86’                                                                             |
| 14-8-2013                                                                       | Belfast                                                                         | Irlanda del Nord                                                                | 1 – 0                                                                           | Russia                                                                          | Qual. Mondiali 2014                                                             | -                                                                               | 86’                                                                             |
| 10-9-2013                                                                       | Lussemburgo                                                                     | Lussemburgo                                                                     | 3 – 2                                                                           | Irlanda del Nord                                                                | Qual. Mondiali 2014                                                             | -                                                                               | 80’                                                                             |
| 11-10-2013                                                                      | Baku                                                                            | Azerbaigian                                                                     | 2 – 0                                                                           | Irlanda del Nord                                                                | Qual. Mondiali 2014                                                             | -                                                                               | 84’                                                                             |
| 25-3-2015                                                                       | Glasgow                                                                         | Scozia                                                                          | 1 – 0                                                                           | Irlanda del Nord                                                                | Amichevole                                                                      | -                                                                               | 58’                                                                             |
| 31-5-2015                                                                       | Crewe                                                                           | Irlanda del Nord                                                                | 1 – 1                                                                           | Qatar                                                                           | Amichevole                                                                      | -                                                                               | 75’                                                                             |
| 27-5-2016                                                                       | Belfast                                                                         | Irlanda del Nord                                                                | 3 – 0                                                                           | Bielorussia                                                                     | Amichevole                                                                      | 1                                                                               | 61’                                                                             |
| 11-11-2016                                                                      | Belfast                                                                         | Irlanda del Nord                                                                | 4 – 0                                                                           | Azerbaigian                                                                     | Qual. Mondiali 2018                                                             | -                                                                               | 61’                                                                             |
| 15-11-2016                                                                      | Belfast                                                                         | Irlanda del Nord                                                                | 0 – 3                                                                           | Croazia                                                                         | Amichevole                                                                      | -                                                                               | 68’                                                                             |
| 8-9-2018                                                                        | Belfast                                                                         | Irlanda del Nord                                                                | 1 – 2                                                                           | Bosnia ed Erzegovina                                                            | UEFA Nations League 2018-2019 - 1º turno                                        | 1                                                                               | 69’                                                                             |
| 11-9-2018                                                                       | Belfast                                                                         | Irlanda del Nord                                                                | 3 – 0                                                                           | Israele                                                                         | Amichevole                                                                      | -                                                                               | 65’                                                                             |
| 12-10-2018                                                                      | Vienna                                                                          | Austria                                                                         | 1 – 0                                                                           | Irlanda del Nord                                                                | UEFA Nations League 2018-2019 - 1º turno                                        | -                                                                               | 79’                                                                             |
| Totale                                                                          |                                                                                 | Presenze                                                                        | 13                                                                              |                                                                                 | Reti                                                                            | 2                                                                               |                                                                                 |

## Palmarès

### Club

#### Competizioni nazionali
- Football League One: 2

Wigan: 2015-2016, 2017-2018
- English Football League Trophy: 1

Rotherham United: 2021-2022
- National League: 1

Chesterfield: 2023-2024

### Individuale
- Capocannoniere della Football League One: 1

2015-2016 (25 gol)